# Любовная история, или Трагедия телефонистки
«Любовная история, или Трагедия телефонистки» (серб. Љубавни случај или трагедија службенице ПТТ, сербохорв. Ljubavni slučaj ili tragedija službenice PTT) — фильм югославского, сербского режиссёра Душана Макавеева. Снят на студии Avala Film (Югославия) в 1967 году.

## Сюжет
На протяжении всего фильма демонстрируется история личностных и сексуальных отношений между двадцатилетней служащей междугородной телефонной станции и санитарного инспектора-дератизатора, начинающаяся красивым ухаживанием и завершившаяся непреднамеренным убийством девушки. Любовная линия чередуется со сторонними сюжетными вставками: сексолог читает лекцию о древних фаллических культах, телевизионный диктор сообщает данные о росте популяции чёрных крыс и успехах дератизаторов по борьбе с ними, криминалист делает подробный доклад по методам убийства, применяемому оружию и трудностях при расчленении тел и так далее. Все вставки так или иначе связаны с развитием основной сюжетной линии.

## В ролях
- Ева Рас — Изабелла, телефонистка
- Слободан Алигрудич — Ахмед, санитарный инспектор
- Ружица Сокич — подруга Изабеллы
- Миодраг Андрич — почтальон
- Александр Костич — эксперт-сексолог
- Живоин Алексич — эксперт-криминалист

## Художественные особенности
Один из первых фильмов, которые позже были названы критиками Югославской чёрной волной (серб. Црни талас, англ. Yugoslav Black Wave). Второй из четырёх (до отъезда из Югославии) полнометражных художественных фильмов Макавеева. Воплощение картины в чёрно-белом варианте (при технической возможности снимать в цвете), методы документального кино при показе бытовых сцен, продуманно-рваный ритм изложения, дробный монтаж позволили критикам назвать Макавеева «балканским Годаром» и часто сравнивать творчество этих режиссёров.

## Критика
- Роджер Эберт: «Я доведён до отчаяния в попытке описать фильмы югославского режиссёра Душана Макавеева. <…> Проблема заключается в следующем: фильмы Макавеева просто не могут быть сопоставлены с большой частью американской аудитории. Я оцениваю, что как минимум половина купивших билеты посчитали, что их ограбили. И это случилось не потому, что Макавеев излишне интеллектуален или что-нибудь иное столь же ужасное в этом роде. Его фильмы прямы, откровенны, иногда грубы и задуманы в удивительно плохом вкусе. Но, кроме того, они чувственны и смешны. Вы должны обладать определённым складом ума, чтобы оценить юмор и точность Макавеева. Вчера вечером в кинотеатре всего 20 человек были в состоянии восторга. Мы плакали от смеха, задыхаясь и хрипя, аплодировали. Остальные зрители сидели в полном молчании»[5].
- Гари Моррис, Bright Lights Film Journal: «На протяжении фильма используются хроникальные „революционные“ кадры, демонстрирующие пафосные идеалы коммунистического государства и контрастирующие с реальной жизнью простых людей, которые не могут избежать злой судьбы»[6].